# Alpha Group Co., Ltd.
Альфа-анімація (Alpha Animation) (спрощена китайська: 广东奥飞动漫文化股份有限公司, традиційна: 廣東奧飛動漫文化股份有限公司, піньїнь: Guǎngdōng Aòfēi Dòngmàn Wénhuà Gǔfèng Yǒuxiàngōngsī, коротше: 奥飞动漫 / 奧飛動漫 / Aòfēi Dòngmàn);— китайська компанія з анімації та іграшок створена Cai Dongqing у 1993 році. У 2016 році він змінив назву на Альфа Груп Лтд (Alpha Group Co., Ltd.)(спрощена китайська: 奥飞娱乐股份有限公司, традиційна: 奧飛娛樂股份有限公司, піньїнь: Aòfēi Yúlè Gǔfèng Yǒuxiàngōngsī, коротше: 奥飞娱乐 / 奧飛娛樂 / Aòfēi Yúlè). У компанії є китайський вебсайт Ucom, U17, а також американська кінокомпанія Alpha Pictures. Компанія оголосила про створення анімаційного підрозділу, що базується також у США.

## Історія

### Альфа-іграшки
У 1993 році Цай Дунцин витратив 0,8 млн. Юанів на створення компанії Auldeytoys у районі Ченхай, місті Шаньтоу, провінції Гуандун, Китай. Але компанія не змогла розвиватися, тому ґЦай створив «Гуанчжоу Альфа культури поширення Лтд» («Guangzhou Alpha Culture Spread Co., Ltd.»).  

### Альфа-анімація
У 2006 році Альфа-Анімація використовувала рекламу, щоб продавати м'ячики «йо-йо» та Палаючих підлітків (китайська: 火力少年王). У 2007 році Альфа була перетворена на «Гуандун Альфа анімації та культури Лтд» («Guangdong Alpha Animation and Culture Co., Ltd.»).
У 2012 році Альфа-анімація співпрацювала з Hasbro для спільної розробки брендів для Китаю та інших світових ринків. Одним із вибраних брендів була серія Blazing Teens, поряд із неназваною власністю Hasbro. До перших результатів цієї співпраці відносяться команда Blazing Team та лінійка іграшок Kre-O, заснована на франшизі «Альфа Броня Герой», обидві з яких були запущені наприкінці 2015 року.

## Дочірні компанії

### Творчі Потужність Розважальний
Творчі Потужність Розважальний Лтд (Creative Power Entertaining Co., Ltd. (CPE)) (спрощена китайська: 广东原创动力文化传播有限公司, традиційна: 廣東原創動力文化傳播有限公司, піньїнь: Guǎngdōng Yuánchuàng Dònglì Wénhuà Chuánbō Yǒuxiàngōngsī, коротше: 原创动力 / 原創動力 / Yuánchuàng Dònglì) створена в 2004 році. її придбала Альфа-анімація у жовтні 2013 року.

### Мультфільм Мінгсін
Студія, створена «батьком Приємної Кози» Хуан Вей-міном після того, як він покинув Цреативе Повер Ентертаінмент. У липні 2012 року у нього не вистачило грошей, щоб зробити анімацію, тому Альфа Груп придбала 70% акцій.

### Сіюе Сіньконг
ТОВ «Сікіе Пекін Сіюе Сінконг Лтд» (Beijing Siyue Xinkong Network Technology Co., Ltd.) — це китайський вебсайт з анімації та мультиплікаційний бізнес, створений у травні 2009 року, на якому є вебсайт мультфільму «u17». 11 серпня 2015 року Альфа-анімація оголосила, що витратила 904 мільйони юанів, щоб придбати 100% акцій, згідно з «готівкою та запасом».

### Цзяцзя Телебачення
Починаючи мовлення 16 вересня 2006 року, канал отримав ліцензію SARFT, і він належить Південній Медіа Груп, телеканалам «Анімація» Гуандунського ТБ. У середині 2011 року Цзяцзя почала транслювати в Китай по супутнику. Альфа-Анімація придбала 60% акцій, отримавши 30-річні права на мовлення.

## Фільмографія

### Фільми
- Броня імператора героя (2010)[13]
- Феї Балала: фільм (2013)
- Знайомтесь з Пегасом (2014)
- Атлас героїв броні (2014)
- Паризьке свято (2015)
- Дивовижна приємна коза (2015)
- Легенда Г'ю Гласса (2015, часткове фінансування)[14]
- Король захопників броні (2016)
- Кредо вбивці (2016, часткове фінансування)
- Ведмідь Backkom: агент 008 (2017)[15]

### Телесеріали
- Козлик Милий та Сірий Вовк (з 2005)
- Палаючі підлітки (2006—2015)
- Король воїна EX (2007)
- Спалах і тире (2008—2012)
- Електро Хлопчик (2008—2013)
- Герой броні (2008—2016)
- Ідіть на швидкість (2008)
- Феї Балала (з 2008)
- Наведіть поля (приблизно 2010)
- Варі Пері (2012—2013)
- Інфініті Надо (2012—2018)
- Гігантська заставка (з 2012)
- Нана Місяць (2013)
- Дія тато (2013)
- Палаюча команда (2015—2017, копродукція з Hasbro Studio)
- Суперкрила. Джетт і його друзі (з 2015)
- Дикі Скрічери (2016—2018)
- Космічний делетер (2017)
- Рятувальний двигун (2018)
- Рев і Рамбл (2019, копродукція з DHX Media)
- Легенди Спарка (2021)